# Lüttow-Valluhn
Lüttow-Valluhn – gmina w Niemczech, w kraju związkowym Meklemburgia-Pomorze Przednie, w powiecie Ludwigslust-Parchim, wchodząca w skład Związku Gmin Zarrentin.